# 奥斯洛梅伊市镇

奧斯洛梅伊市镇在北马其顿的位置

奧斯洛梅伊市镇为北馬其頓的一個旧市镇。该市镇设立于1996年领土区划，废置于2013年的行政区划改革，之后并入基切沃市鎮。合并前该市镇的行政中心为奧斯洛梅伊村，属于西南统计区，面積为121.09平方公里。
撤销前該市镇東接馬其頓布羅德市鎮，南臨弗拉內什蒂察市鎮，西南面是基切沃市鎮，西鄰扎亞斯市鎮，北毗戈斯蒂瓦尔市镇。

## 外部連結
- 基切沃市鎮官方网站 （页面存档备份，存于） （馬其頓文）